# Riverside Stadium

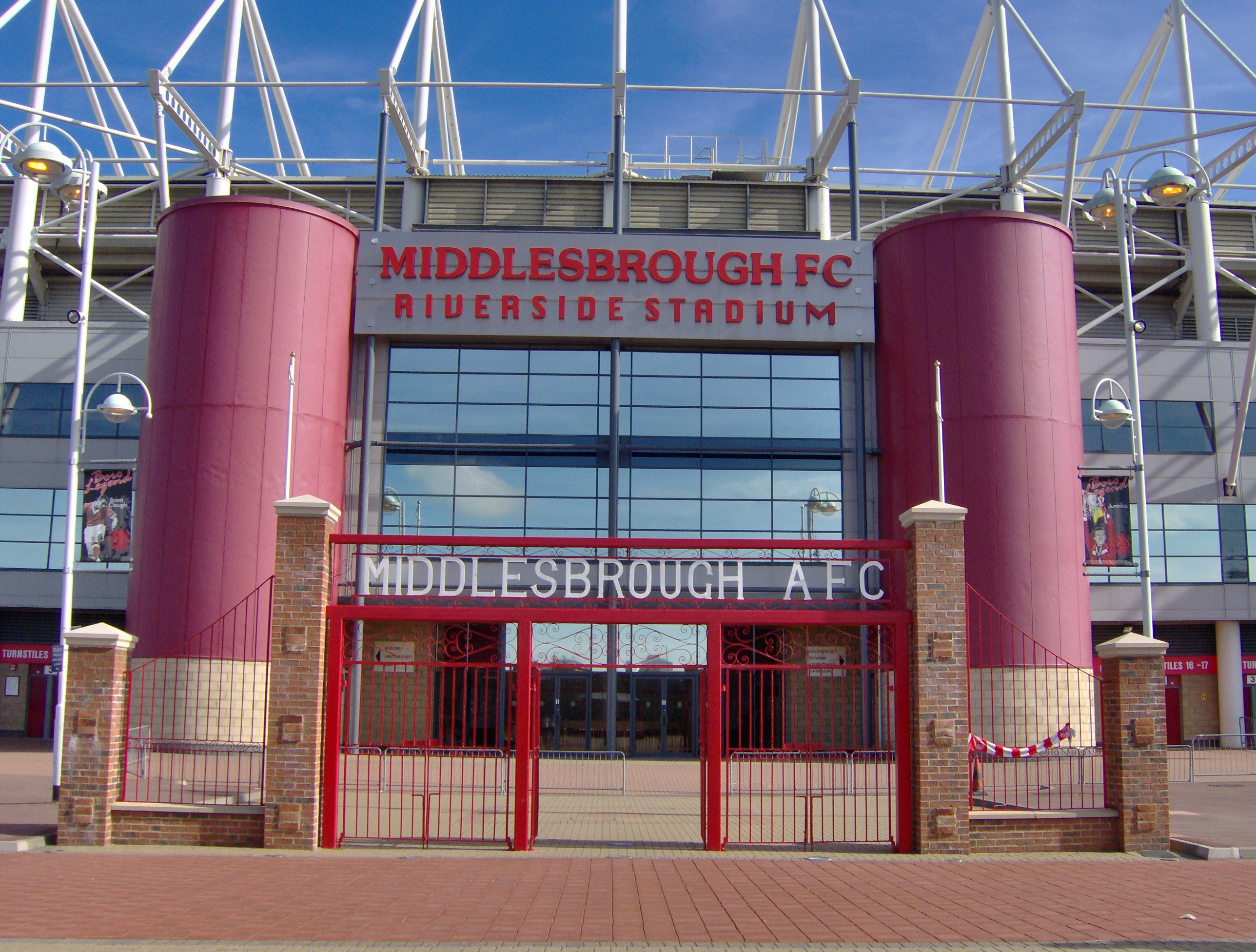
Riverside Stadiums entré.

Riverside Stadium är en fotbollsarena i Middlesbrough i England. Den är hemmaarena för Middlesbrough FC.
Arenan byggdes under 1994 och öppnades i augusti året efter. Den ersatte Ayresome Park, efter att denna blivit omodern då krav ställts på att endast sittande publik tillåts på arenor för elitfotboll. Publikkapaciteten är 35 100 åskådare.